# Sfinx Experience
Sfinx Experience este o formație rock din România care a luat naștere în 1990, în urma divizării trupei Sfinx și care îl are ca lider pe Mișu Cernea. În componența trupei, de-a lungul timpului, au fost muzicieni cum sunt, Paul Ciuci, Marcel Avădanei, Doru Căplescu, Crina Mardare, Zoia Alecu, Alin Oprea și Adi Manolovici.

## Discografie
- Balkano (album, Sfinx Experience & Roton, 1999)
- Sfinxstanbul (album, Media Pro Music, 2001)